# Pangea - SGI ICE X

## Pangea - SGI ICE X суперкомп'ютер
Компанія SGI UPGRADES свій суперкомп’ютер Pangea, що використовується енергетичною компанією Total, для задоволення високопродуктивних обчислень (HPC) вимог клієнтів у енергетичній галузі. Total — це одна з найбільших інтегрованих нафтогазових компаній, працює у сфері розвідки, видобутку нафти та природного газу, переробки, хімічних речовин, маркетингу та нових енергоресурсів. SGI забезпечує інтегроване, масштабоване обладнання для зберігання та візуалізації HPC, здатне обробляти та архівувати сирі сейсмічні дані та керувати географічним моделюванням на складних або незвіданих територіях.

### HPC Pangea ICE X supercomputer
SGI в даний час підвищує поточну систему ICE X HPC у суперкомп’ютері Pangea із додатковими 4,4 петафлоп обчислювальної потужності для просування даних аналітики та управління. Сучасний суперкомп’ютер Pangea — це система 2.3 petaflop на базі процесорів Intel Xeon E5-2670 v3, яка складається з 110 592 ядер і містить 442 ТБ пам’яті, побудованої на SGI ICE X. Ця система управління даними для 18.4PB потужності, що використовується, включає дискові масиви SGI InfiniteStorage 17000 з корпоративною версією Intel для файлової системи Luster і віртуалізацією багаторівневої пам’яті SGI DMF. Оновлення це завдяки новій системі ICE X, що підтримується технологією M-Cell, а також сімейство продуктів Intel Xeon Processor E5-2600 v3, повідомляє SGI, розмістивши систему у десятці найновіших версій TOP500, що були випущені в листопаді минулого року. Оновлена конфігурація також матиме додатковий 9.2PB пам’яті з додатковими 4608 вузлами на базі процесора Intel Xeon E5-2680 v3, що складається з 110 592 ядер і містить 589 ТБ пам’яті, побудованої у восьми M-Cells. Повітряний потік замкнутого циклу та теплове водяне охолодження створюють вбудоване запобіжне утримування, що знижує загальні вимоги до охолодження та зменшує споживання енергії у порівнянні з традиційними конструкціями HPC. Після модернізації Pangea буде мати еквівалентну потужність обробки приблизно 80 000 персональних комп’ютерів, а обсяг пам’яті становить приблизно 27 мільйонів компакт-дисків. Тарас Собчук Akitoss (обс.) 15:23, 21 мая 2018 (UTC)

### Видобування нафти
«Нафтогазові компанії зіткнулися зі зростаючими труднощами у відкритті та видобутку нових запасів нафти та газу протягом останніх років, роблячи HPC вирішальним інструментом», — сказав генеральний директор SGI та президент Хорхе Тітінгер.
«Коли ми почали нашу співпрацю з» Total "більше, ніж 15 років тому, нашою метою було постійне забезпечення потужностей та потужності, необхідних для проведення досліджень у сфері нафти та газу в усьому світі.
«[Це] стало незмінною спадщиною технологічних досліджень у Total, і з цією системою вдосконалення інноваційні рішення SGI будуть і надалі допомагати компанії забезпечити стійке зростання виробництва у майбутньому».
Пангея знаходиться у Науково-технічному центрі Total у Жана Фєгері в Пау, Франція. Після встановлення нових оновлень Pangea буде працювати повністю на 4,5 МВт потужності, сказав SGI. μ

### Історія
Усього немає на своєму першому суперкомп’ютері. У 1983 році група була обладнана Cray 1M. Його 160 мегафлопів сьогодні представляють еквівалент маленького смартфона … або десяту частину потужності Ipad 2! Протягом 30 років було встановлено 8 суперкомп’ютерів. Вони служать двом цілям: аналіз сейсмічних даних та моделювання поведінки резервуарів у виробництві . Здатність виконувати гіперпрекісний сейсмічний аналіз — це нерв війни за Тота. "Успіх дослідницького буріння становить від 20 до 50 %, — каже Жан-Франсуа Мінстер, науковий директор Total. Група досягне 60 свердловин в 2013 році за бюджет на рівні 2,8 мільярда доларів … Це не помилка в кілька метрів і не вистачає головного масляного бака! «Тим більше, що ми просуваємось у все більш складних і глибоких областях», — додає Філіп Мальзак, директор інформаційних систем для розвідувально-виробничого виробництва.